# Laphria variana
Laphria variana là một loài ruồi trong họ Asilidae. Laphria variana được White miêu tả năm 1918. Loài này phân bố ở miền Australasia.